# صفات ثانویه جنسی

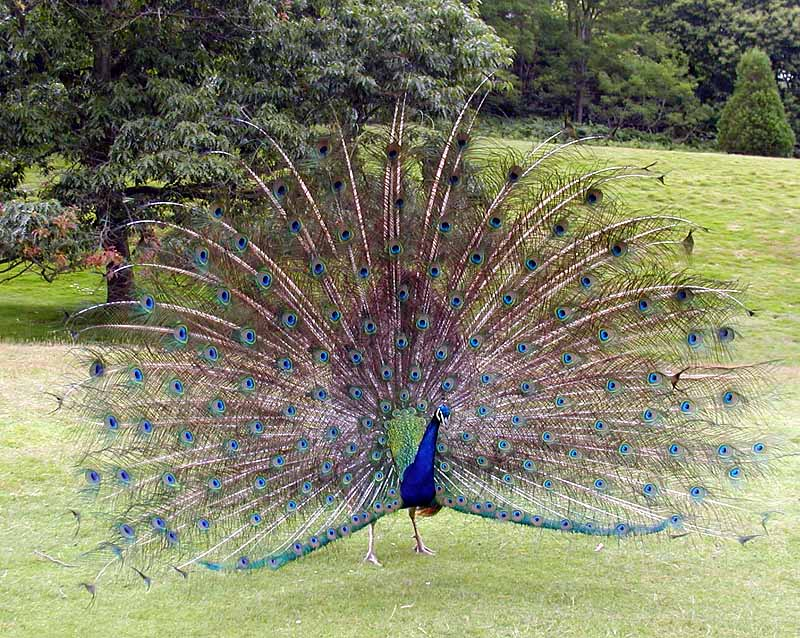
یک طاووس در حال نمایش دم بلند و رنگی خود؛ نمونه‌ای از صفات جنسی ثانویه

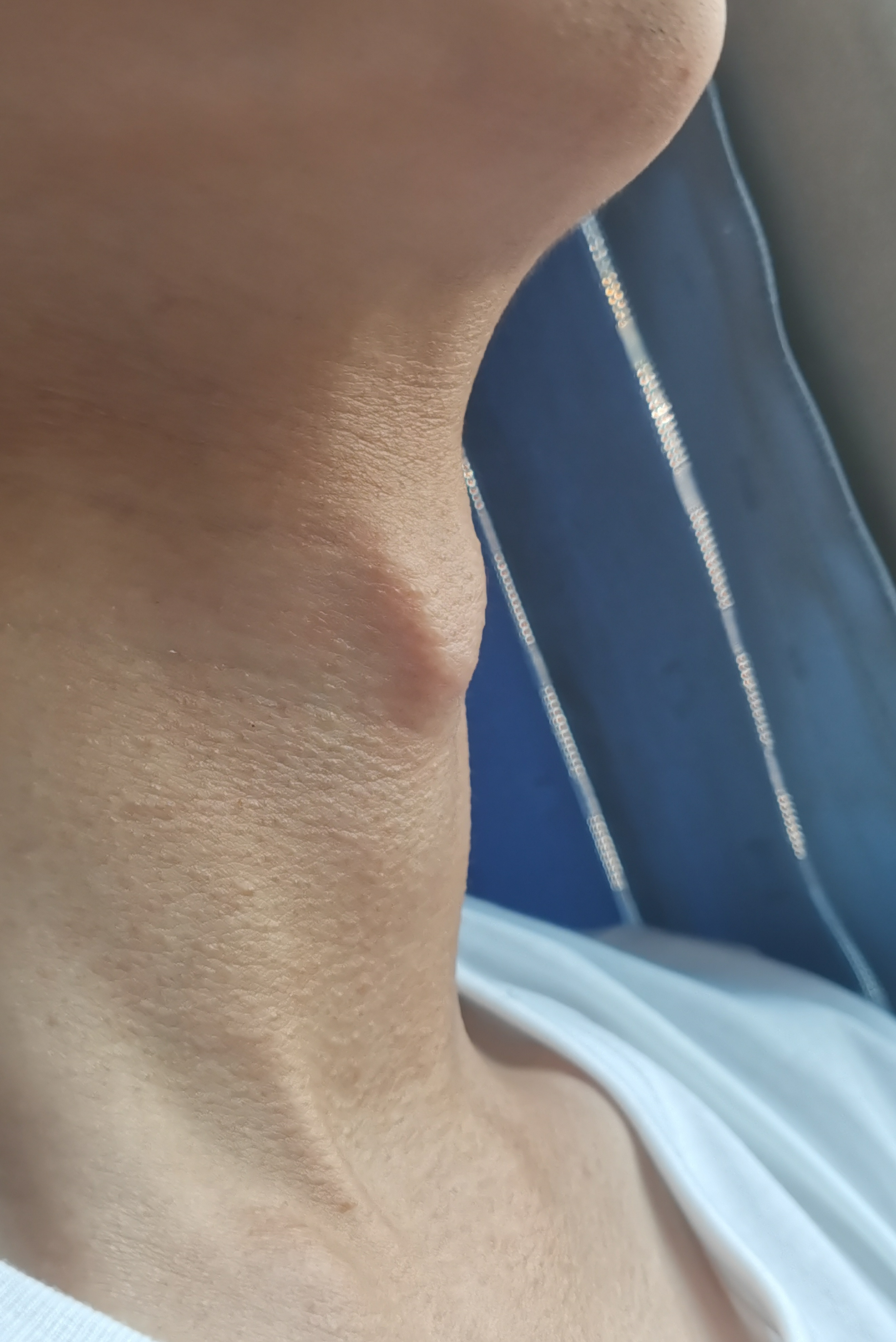
سیب آدم یک انسان بالغ که به عنوان یکی از صفات جنسی ثانویه بیشتر در مردان شناخته میشود

صفات جنسی ثانویه ویژگی‌هایی‌اند که در دوران بلوغ در انسان و در بلوغ جنسی در حیوانات دیگر پدیدار می‌شوند. این ویژگی‌ها به‌خصوص در صفات فنوتیپی دودیسی جنسی که جنس‌های یک گونه را متمایز می‌کنند مشهود هستند؛ اما برخلاف اندام‌های جنسی، مستقیماً جزئی از سیستم تولید مثل نیستند. باور بر این است که این ویژگی‌ها نتیجه انتخاب طبیعی برای صفاتی هستند که سازواری را نشان می‌دهند. این صفات به فرد دارنده آن برتری‌هایی نسبت به رقیبانش در جفت‌گیری می‌دهند. این ویژگی‌ها با صفات جنسی اصلی و اندام‌های جنسی که مستقیماً برای رخ‌دادن تولید مثل جنسی لازم‌اند، متفاوت هستند.
یال شیر نر، پرهای بلند طاووس نر، جثه بزرگ عقاب ماده، شاخ‌های شبه‌نهنگ تک‌شاخ، خرطوم بزرگ در فک فیلی نر و میمون دماغ‌دراز، رنگ صورت مندریل، شاخ در بسیاری از بزها و شاخ‌داران ازجمله صفات ثانویه جنسی در حیوانات هستند و باور بر این است که در نتیجه بازخوردی مثبت به نام رانش فیشری به وجود آمده‌اند که در آن صفتی ثانویه در یک جنس پدیدار می‌شود که برای جنس مقابل مطلوب است. پرندگان و ماهی‌های نر بسیاری از گونه‌ها دارای رنگ‌های روشن یا تزئینات ویژه هستند. تفاوت میان اندازه دو جنس نیز صفت ثانویه جنسی به‌شمار می‌آید.
صفات ثانویه جنسی در انسان شامل زهار، پستان‌های بزرگ و مفصل ران پهن در زنان و موی صورت و سیب آدم در مردان است.

## ریشه‌های تکاملی

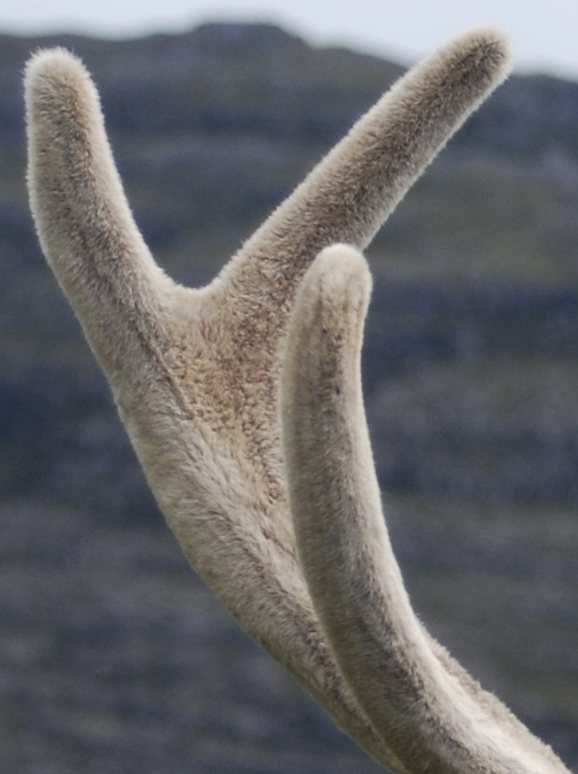
شاخ گوزن قرمز از ویژگی‌های جنسی ثانویه است.

چارلز داروین فرض کرد که انتخاب جنسی یا رقابت میان نرهای یک گونه، می‌تواند تفاوت‌های قابل مشاهده میان دو جنس را در بسیاری از گونه‌ها توضیح دهد. امروزه زیست‌شناسان نبرد بین نرها و انتخاب جفت را متمایز می‌دانند. صفات جنسی نبرد ویژگی‌هایی مانند شاخ و جثه بزرگ هستند. صفات جنسی انتخاب جفت نیز ویژگی‌هایی مانند پر روشن‌تر، رنگ‌آمیزی و دیگر ویژگی‌هایی‌اند که هیچ کاربردی برای نبرد یا بقا ندارند.
رونالد فیشر، زیست‌شناس انگلیسی در کتاب خود با عنوان تئوری ژنتیک انتخاب طبیعی ایده‌های زیادی در مورد صفات ثانویه مطرح کرد؛ از جمله مفهوم رانش فیشری، که فرض می‌کند که میل به یک ویژگی در یک جنس، همراه با وجود آن ویژگی در جنس دیگر می‌تواند یک حلق بازخورد مثبت یا رانش ایجاد کند که سرانجام سبب تقویت و غالب شدن آن صفت خواهدشد. اصل نقص در سال ۱۹۷۵ این ایده را بررسی می‌کند، و اشاره می‌کند که برای نمونه دم طاووس برای اینکه رداعی بی‌فایده است و جعل آن نیز بسیار سخت است، سازواری را نشان می‌دهد. یکی دیگر از ایده‌های فیشر فرضیه پسر سکسی است که به موجب آن، زن‌ها برای به حداکثر رساندن شمار نوه‌های خود، تمایل به داشتن پسرانی دارند که دارای خصوصیاتی هستند که برای آن‌ها از لحاظ جنسی جذاب است. فرضیه جایگزین دیگر این است که برخی از ژن‌هایی که به مردان و زنان توانایی ایجاد ظاهری چشمگیر یا توانایی‌هایی در قدرت و زادآوری، ممکن است با نشانگرهای سازواری مانند مقاومت به بیماری یا یک متابولیسم کارآمدتر ارتباط داشته باشند. این ایده به عنوان فرضیه ژن خوب شناخته شده‌است.
عنکبوت‌های جهنده نر دارای بالشتک‌های چشمی بازتاب‌دهنده UV هستند که به‌عنوان تزییناتی برای جذب ماده‌ها به‌کار می‌روند.

## در انسان

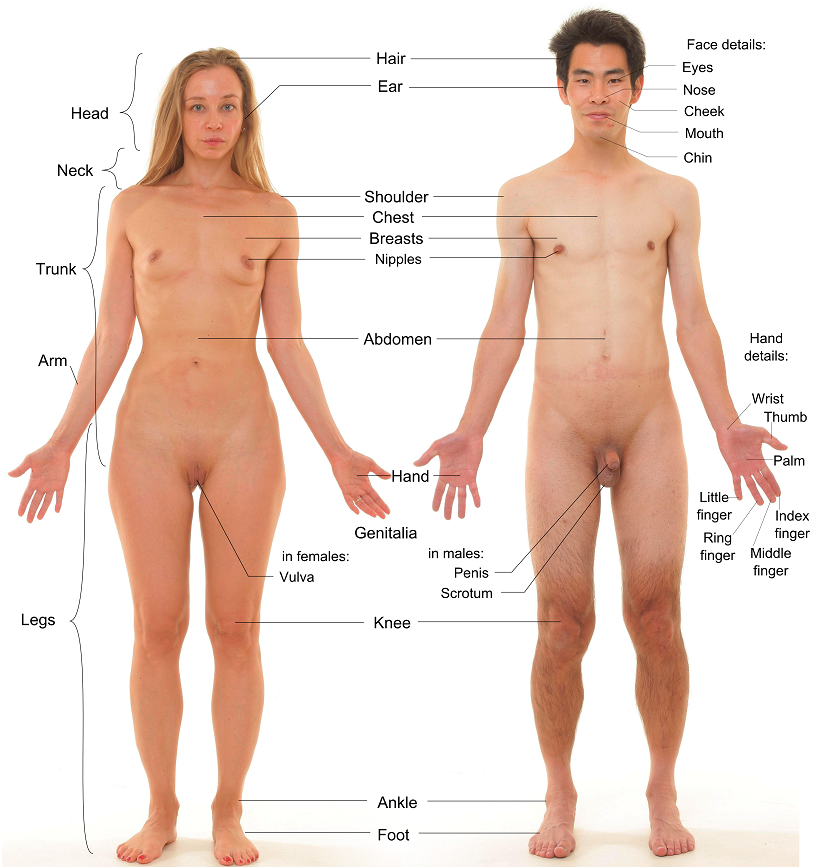
ویژگی‌های آناتومیک نر و ماده در انسان

تمایز جنسی در زمان حاملگی، هنگامی که غدد جنسی شکل می‌گیرند، آغاز می‌شود. ساختار کلی، شکل بدن و صورت و همچنین سطح هورمون‌های جنسی در پسران و دختران قبل از بلوغ مشابه است. با شروع دوران بلوغ و افزایش سطح هورمون‌های جنسی، تفاوت‌ها نیز پدیدار می‌شوند، اگرچه برخی از تغییرات در مردان و زنان مشابه است. سطح تستوسترون در مردان به‌طور مستقیم رشد دستگاه تناسلی را القا می‌کند، و به‌طور غیر مستقیم (از طریق دی‌هیدروتستوسترون (DHT)) پروستات. استرادیول و سایر هورمون‌ها سبب رشد پستان در زنان می‌شوند. گرچه، آندروژن‌های جنینی یا نوزادی ممکن است با کاهش ظرفیت بافت پستان برای پاسخ به استروژن بعدی، رشد پستان‌ها در آینده را تعدیل کنند.

### زن‌ها
در زنان، پستان‌ها نمایان‌گر سطوح بالاتر استروژن هستند. استروژن همچنین به پهنای لگن می‌افزاید و میزان چربی بدن در باسن، ران، و سینه را افزایش می‌دهد. استروژن همچنین باعث رشد رحم، تکثیر آندومتر و قاعدگی می‌شود.
- بزرگ شدن سینه‌ها و نعوظ نوک پستان‌ها.[۷]
- رشد موهای بدن، مخصوصاً موهای زیر بغل، شکم و تناسلی
- افزایش قد؛
- جمجمه و ساختار استخوان سنگین‌تر است
- افزایش توده عضلانی
- بدن بزرگ‌تر می‌شود
- گسترش شانه‌ها و قفسه سینه
- افزایش غدد چربی و عرق
- پهن‌شدن باسن.[۸]
- آرنج ۵ تا ۸ درجه راست می‌شود[۹]
- بازوهای بالایی که به‌طور متوسط تقریباً ۲ سانتی‌متر درازتر، به‌طور متوسط، برای قد معین[۱۰]
- تغییر در توزیع وزن و چربی بدن. رسوبات چربی و چربی زیرپوستی بیشتر، عمدتاً در باسن، ران‌ها و مفصل ران
- با افزایش سطوح بالاتر استروژن، لبه کوچک، لب‌های بزرگ و فرج ممکن است برجسته‌تر و دچار تغییر رنگ شوند.[۱۱]

### مردها
در مردان، تستوسترون به‌طور مستقیم اندازه و حجم عضلات، پرده‌های صوتی و استخوان‌ها را افزایش می‌دهد، صدا را عمیق‌تر می کند و شکل صورت و استخوان‌بندی را تغییر می‌دهد. در پوست به DHT تبدیل و باعث تسریع رشد موهای بدن و صورت وابسته به آندروژن می‌شود. اما ممکن است کند شود و درنهایت رشد موهای سر را متوقف کند. قد و قامت بلندتر تا حد زیادی در نتیجه بلوغ و هم‌جوشی صفحه رشد استخوان آهسته‌تر است.
- رشد موهای‌بدن از جمله زیر بغل، شکم، موهای قفسه سینه و تناسلی. از دست دادن موی پوست سر به دلیل ریزش موی آندروژنیک نیز می‌تواند رخ دهد.
- رشد موهای صورت
- بزرگ شدن حنجره (سیب آدم) و تعمیق صدا[۱۲]
- افزایش قد؛
- جمجمه و ساختار استخوان سنگین‌تر است
- افزایش توده عضلانی
- بدن بزرگ‌تر می‌شود
- کمر کوچک
- گسترش شانه‌ها و قفسه سینه[۷]
- افزایش غدد چربی و عرق[۱۲]
- به‌طور متوسط درصد چربی بدن مردان بالغ در مقایسه با زنان بالغ یا مردان نابالغ کمتر است